# Vĩnh Gia Trinh Ý Công chúa
Vĩnh Gia Trinh Ý Công chúa (chữ Hán: 永嘉貞懿公主; 1376 – 12 tháng 10 năm 1455), không rõ tên thật, là hoàng nữ của Minh Thái Tổ Chu Nguyên Chương, hoàng đế đầu tiên của nhà Minh.

## Cuộc đời
Vĩnh Gia Công chúa sinh năm Hồng Vũ thứ 9 (1376), là hoàng nữ thứ 12 của Minh Thái Tổ, mẹ là Quách Huệ phi (郭惠妃). Quách thị là con gái của Trừ Dương vương Quách Tử Hưng (郭子興), một trong số những vị tướng đánh bại nhà Nguyên cùng Thái Tổ. Vĩnh Gia là con thứ tư của Huệ phi, là chị em ruột cùng mẹ với Thục Hiến vương Chu Xuân, Đại Giản vương Chu Quế, Dục vương Chu Huệ và Nhữ Dương Công chúa.
Tháng 11 năm Hồng Vũ thứ 22 (1389), Vĩnh Gia hạ giá lấy Phò mã Đô úy Quách Trấn (郭鎮; 1372 – 1399). Phò mã Trấn là con của Vũ Định hầu Quách Anh, một trong 24 mãnh tướng theo Minh Thái Tổ từ thời kỳ đầu. Quách Anh còn có 2 người con gái được phong làm Vương phi cho hai hoàng tử con vua Thái Tổ, là Liêu Giản vương Chu Thực và Dĩnh Tĩnh vương Chu Đống.
Năm Vĩnh Lạc thứ 3 (1405), bà chính thức được sách phong Trưởng công chúa, hiệu Vĩnh Gia (永嘉), sang đời Hồng Hi được tấn tôn làm Thái trưởng công chúa. Năm Tuyên Đức thứ 10 (1435), công chúa Vĩnh Gia xin lập con trai mình là Quách Trân làm thừa tự cho dòng họ Quách (do chính thất của Quách Anh không có con trai, phò mã Trấn tuy là con trưởng nhưng là thứ xuất).
Ngày 2 tháng 9 năm Cảnh Thái thứ 6 (1455), công chúa Vĩnh Gia qua đời, thọ 80 tuổi. Dưới thời Gia Tĩnh, huyền tôn (cháu 4 đời) của công chúa Vĩnh Gia là Quách Huân rất được trọng sủng do Huân đứng về phía nhà vua trong sự kiện Đại lễ nghị, đã xin ban thụy cho cao tổ mẫu nên công chúa được tặng thụy là Trinh Ý (貞懿). Vĩnh Gia cũng là công chúa duy nhất của Thái Tổ được tặng thụy hiệu sau khi qua đời.